# Feliks Kapović
Feliks Kapović (mađarski Kapovits Félix) (Unda, 1. studenog, 1878. – Vértestolna, 1933.) gradišćanski hrvatski je teolog i svećenik.
Od 23. listopada 1930. do svoje smrti je živio u njemačkom selu Vértestolni u Mađarskoj. 1908. godine je pisao raspravu na gradišćanskohrvatskom jeziku Katoličan oko odpri!